# Nikolai Wladimirowitsch Krogius
Nikolai Wladimirowitsch Krogius (russisch Николай Владимирович Крогиус; * 22. Juli 1930 in Saratow; † 14. Juli 2022 in New York City) war ein sowjetischer, später russischer Schachmeister, -funktionär und -autor.

## Biographie
Nikolai Krogius erhielt von der FIDE 1963 den Titel Internationaler Meister und 1964 den Großmeistertitel verliehen. Neben seinen schachlichen Aktivitäten absolvierte er ein Studium der Sportpsychologie. Im Jahre 1990 wurde er zum Ehrenmitglied der FIDE ernannt.
Krogius nahm zwischen 1958 und 1971 siebenmal an der sowjetischen Schachmeisterschaft teil, seine beste Platzierung war Platz 7.
Krogius gehörte zum Team von Boris Spasski bei den Weltmeisterschaften 1969 und 1972 (Match des Jahrhunderts). Außerdem war er als Schachfunktionär tätig, so als Leiter der Schachabteilung im Staatskomitee für Körperkultur und Sport und Vizepräsident des sowjetischen Schachverbandes.
Krogius war auch als Schachautor tätig, er veröffentlichte unter anderem ein Werk über Psychologie im Schach.
Krogius wurde bei der FIDE zuletzt als inaktiv geführt, da er seit 1997 keine gewertete Partie mehr gespielt hat. Seine höchste Elo-Zahl von 2575 erreichte er im Juli 1971. Vor Einführung der Elo-Zahlen lag Krogius höchste historische Elo-Zahl bei 2686 im September 1967.

## Turnierresultate
- 1960 Warna: 1. Platz
- 1964 Sotschi: 1. Platz
- 1969 Warna: 1. Platz
- 1973 Sotschi: 3. Platz

Mit der sowjetischen Nationalmannschaft gewann Krogius die Mannschaftseuropameisterschaft 1965 in Hamburg, gleichzeitig erreichte er bei diesem Wettbewerb das beste Einzelergebnis am neunten Brett.
Bei der Schachweltmeisterschaft der Senioren 1991 in Bad Wörishofen teilte er den 3.–6. Platz, 1993 in Bad Wildbad war er punktgleich mit Seniorenweltmeister Mark Taimanow, Buchuti Gurgenidse, Boris Archangelski und Anatoli Lein.